# Falun
Falun [fálun], sedež občine in glavno mesto  province Dalarna na Švedskem.
Mesto je znano po rudniku bakra. V 17. stoletju je bil tu eden največjih rudnikov bakra na svetu; sedaj pa je kraj znan po predelavi lesa, industriji papirja, kovinski industriji, rudarski akademiji in falunsko rdeči barvi.
Falun je bil prireditelj več svetovnih prvenstvev v nordijskem smučanju. 